# Miguel Uribe Turbay
Pour les articles homonymes, voir Uribe et Turbay.
 (11 août 2025).
Le texte peut changer fréquemment, n’est peut-être pas à jour et peut manquer de recul. N’hésitez pas à participer, en veillant à citer vos sources.
Miguel Uribe Turbay, né le 28 janvier 1986 à Bogota et mort le 11 août 2025 dans la même ville, est un homme politique colombien. Membre du Centre démocratique, il est sénateur de 2022 jusqu'à sa mort.

## Biographie
Miguel Uribe Turbay est le fils de la journaliste Diana Turbay (1950-1991), tuée par balle lors d’une opération de sauvetage de l’armée le 25 janvier 1991 après avoir été séquestrée par le cartel de Medellín, et le petit-fils de Julio César Turbay Ayala (1916-2005), président de la république de Colombie de 1978 à 1982.
Il étudie à l'université des Andes et exerce la profession d'avocat. Il est également diplômé de l'université Harvard aux États-Unis.

### Carrière politique

#### Débuts
D'abord membre du Parti libéral, Miguel Uribe Turbay commence sa carrière politique à Bogota comme conseiller municipal de 2012 à 2015.
Il devient président du conseil de district en 2014, puis occupe les fonctions de secrétaire municipal pendant le mandat d'Enrique Peñalosa de 2016 à 2018.
Candidat indépendant à la mairie de Bogota aux élections de 2019, il arrive en quatrième position avec 13,6 % des voix.

#### Sénateur
En 2021, Miguel Uribe Turbay rejoint le Centre démocratique, parti conservateur classé à droite voire à l'extrême droite. L'ancien président Álvaro Uribe (avec qui il n'a aucun lien de parenté) le choisit alors pour mener la liste du parti aux élections sénatoriales de 2022, au détriment de figures plus attendues. Il est ainsi élu sénateur.
Miguel Uribe Turbay se déclare candidat à l'élection présidentielle de 2026 pour représenter le Centre démocratique.

### Attentat et mort

#### Assassinat
Le 7 juin 2025 alors qu'il prononce un discours dans un parc de Bogota, Miguel Uribe Turbay est atteint par les coups de feu d'un adolescent, deux balles le touchant à la tête. Couvert de sang, Miguel Uribe Turbay est transporté, inconscient, à l'hôpital Fundación Santa Fe, où il subit une intervention « neurochirurgicale et vasculaire » d'urgence et reste dans un état critique pendant plusieurs jours,,. Son avocat dépose plainte, indiquant que les 23 demandes de protection renforcée du candidat ont toutes été refusées. À la suite d’une nouvelle intervention chirurgicale le 16 juin, ses médecins constatent l’aggravation de son état clinique et le déclarent « extrêmement critique ».

#### L'auteur des tirs
L'assassin présumé est un adolescent de 15 ans qui, après avoir essayé de s'enfuir, est blessé par balle par les gardes du corps et arrêté.
Il est inculpé de « tentative de meurtre » et également de port illégal d'arme à feu. La justice indique qu’il serait lié à un « réseau de tueurs à gages » mais, au moment du décès, n’identifie pas encore les commanditaires directs.

### Enquête et contexte politique
L'attentat suscite des craintes de violences politiques en Colombie similaires à celles des années 1980 et 1990. Selon l’ONG Indepaz, Miguel Uribe est la 97e victime d'assassinat politique en 2025 en Colombie. Avant lui figurent surtout des dirigeants paysans, indigènes, afrodescendants, des défenseurs des droits de l’homme ou des syndicalistes. Le président Gustavo Petro évoque la possible implication d'une mafia internationale. Le dispositif de sécurité de Miguel Uribe a été réduit le jour de l'attaque, ce qui induit des interrogations. L’enquête pour déterminer les commanditaires explore la piste d'infiltrations au sein du dispositif de sécurité et la collaboration avec des services secrets étrangers.

### Mort
Deux mois après l'attentat, Miguel Uribe Turbay meurt à l’hôpital des suites de ses blessures le 11 août 2025 à l’âge de 39 ans, à Bogota. Le gouvernement colombien déclare une journée de deuil national le jour de son enterrement.